# Ibiza (vino)
Ibiza es una indicación geográfica protegida, utilizada para designar los vinos de la tierra tradicionales de la isla de Ibiza. Son vinos elaborados con las variedades tintas: Monastrell, Tempranillo, Merlot, Cabernet, Sauvignon y Syrah, y con las blancas: Macabeo, Chardonnay, Moscatel, Parellada y Malvasía.
El área de producción de uva y elaboración del "vino de la tierra Ibiza" es la isla que da nombre a esta indicación geográfica. 

## Historia

### Inicios
En la isla de Ibiza la actividad vitivinícola se inició en el siglo VII a. C., durante la presencia de los fenicios. De esta época se han hallado vasos y ánforas que los fenicios utilizaban para almacenar el vino de Ibiza. 
Según Juan Piqueras (1986), en la época púnica, los principales vinos consumidos en el levante de la península, lo que hoy denominamos comunidad Valenciana, procedían de Ibiza, los cuales se transportaban en ánforas fenicias. 
En la época púnica los conocimientos vitivinícolas de los habitantes de Ibiza eran lo suficientemente importantes, hasta tal punto que, según Pedro Saez (2001), fueron los pobladores de la isla los que introdujeron la producción vinícola en las zonas próximas de la península. 
La presencia de los romanos en la isla contribuyó a la mejora de la actividad vitivinícola, aportando nuevas técnicas de cultivo y mejorando los procesos de vinificación.

### Siglo XIX

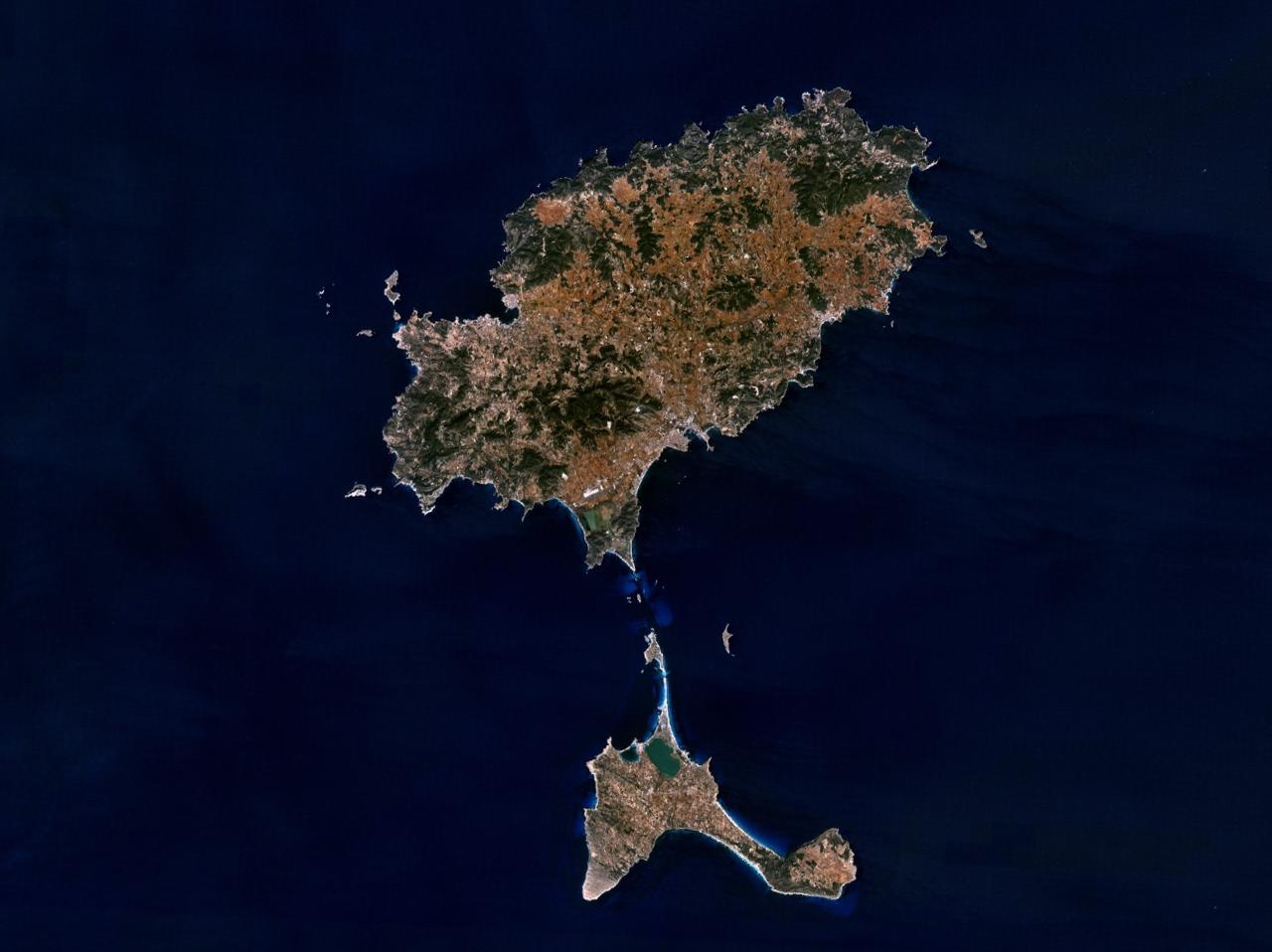
Islas de Ibiza y Formentera (al sur).

El siglo XIX fue el de máximo esplendor respecto al cultivo de la viña y de la producción de vino. En el año 1862 apareció la plaga de la filoxera en Francia, gran productora y consumidora de vino. Por este motivo, Francia se vio obligada a la importación masiva de vinos. Este hecho, el buen precio y la facilidad de venta hacia el mercado francés determinaron un importante impulso de la actividad vitivinícola. 
De acuerdo con los datos del Archiduque Lluís Salvador, en el año 1867, en Ibiza se desarrolló una importante actividad vitivinícola, cuantificando la superficie de viña en la isla en más de 45 ha y la producción de vino en 232 hL . 
A finales del siglo XIX inicia su aparición la filoxera en la comarca, dejando abatidas las viñas de la zona. Este hecho y los incentivos aportados a través de subvenciones comunitarias, para arrancar una multitud de viñas, han dificultado terriblemente la recuperación de la actividad vitivinícola.

### Actualmente
A pesar de ello, los payeses de Ibiza continuaron la actividad vitivinícola durante todo el siglo XX, y hasta el día de hoy. Prueba de ello es la "Fiesta del vino de Sant Mateu" que se celebra el mes de diciembre en la localidad de Sant Mateu. En esta fiesta, a la cual acuden personas de toda la isla, los payeses presentan el vino joven. 
Pero no fue hasta los años noventa cuando se inició la verdadera revolución del vino de Ibiza, momento en que dos vinicultores, elaboradores de uva de su propiedad, apostaron por la calidad, invirtiendo en moderna tecnología para sus bodegas. 
Una cita importante en la historia del vino de Ibiza fue el 15 de noviembre de 1996, día en que el Gobierno de las Islas Baleares aprobó el Decreto 197/1996, por el cual se crea la comarca vitícola "Ibiza" y se regula la utilización de la mención "Vino de la tierra Ibiza". 
En el año 2003, mediante el Decreto 54/2003, el cual deroga el Decreto 197/1996, se aprueba una nueva regulación de la utilización de la mención "Vino de la tierra Ibiza", la cual introduce la posibilidad de elaborar vinos tintos con las variedades Monastrell, cabernet sauvignon, merlot y syrah, y blancos con malvasía y chardonnay, introduciendo a su vez nuevos parámetros de calidad y estableciendo un nuevo sistema de control de la calidad. 
Actualmente la producción de "Vino de la tierra de Ibiza" es muy limitada, con lo cual estos vinos se destinan a una clientela selecta y no es fácil su adquisición en todos los mercados.

## Marco geoclimático

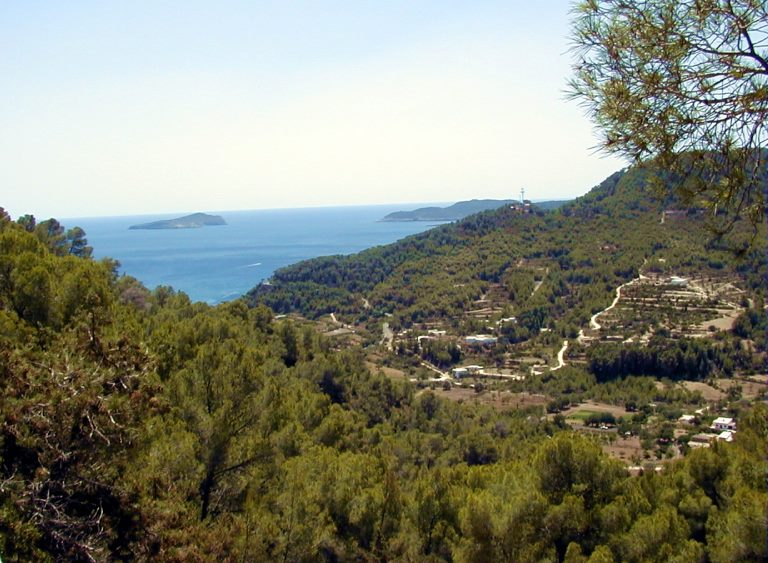
Entre las montañas que conforman las citadas agrupaciones se hallan pequeños valles muy aptos para el cultivo de la viña.

La isla de Ibiza se caracteriza por una orografía en la cual destacan dos agrupaciones de montañas de una altitud no superior al 500 m s. n. m. . Entre las montañas que conforman las citadas agrupaciones se hallan pequeños valles muy aptos para el cultivo de la viña. 
El suelo, formado a partir de calizas, dolomitas y margas, es en su mayor parte arcilloso, de tipo pardo rojizo con un horizonte de costra caliza. 
Esta comarca vitivinícola presenta un clima mediterráneo subtropical seco, caracterizado por un elevado número de horas de sol, veranos de temperatura y humedad elevada, e inviernos con temperaturas moderadas. Las lluvias son escasas y se concentran en otoño.

## Variedades de uva
- Tintas: Monastrell, Tempranillo, Cabernet sauvignon, Merlot y Syrah .
- Blancas: Macabeo, Parellada, Malvasía, Chardonnay y Moscatel .

## Características de los vinos
De la indicación geográfica "Vino de la tierra Ibiza" destacan los vinos tintos elaborados con monastrell, variedad tradicionalmente cultivada en la isla y con una buena adaptación. Son vinos de color cereza a picota, brillantes y transparentes. Predominan los aromas de fruta madura (fresa), caramelo de fresa, notas perfumadas, destacando en algunos casos el tomillo. El tomillo, tradicionalmente, se ha utilizado para evitar la obstrucción de las cubas de fermentación, por lo que podría decirse que es un atributo destacable y identificativo del vino de Ibiza. En boca son vinos con cuerpo, densos, redondos y cálidos, el final es largo y con reminiscencias de frutas en aguardiente. 
Respecto a los vinos blancos, destacan los elaborados con macabeo como variedad principal. Son vinos con un buen color amarillo limón o paja, con aromas de fruta madura (manzana) y flores. En boca son frescos, estilizados, equilibrados y tienen un buen paso, con un final de fruta muy madura.

## Sistema de Control
Todas las botellas con la indicación geográfica "Vino de la tierra Ibiza" se comercializan con un número de control oficial asignado por la Dirección General de Agricultura, a la cual corresponde el control y certificación del "Vino de la tierra Ibiza". 

## Bodegas
- Ibizkus Wines S.L. (anteriormente Totem Wines)
- Bodega Sa Cova
- Can Maymó
- Can Rich